# MKS Dąbrowa Górnicza
Il MKS Dąbrowa Górnicza è una società polisportiva polacca, con sede a Dąbrowa Górnicza.
Le sue sezioni sportive includono atletica leggera, calcio, pallavolo, pallacanestro, triathlon, nuoto e lotta libera.